# برکای دبانلی
برکای دبانلی (انگلیسی: Berkay Dabanlı؛ زادهٔ ۲۷ ژوئن ۱۹۹۰) بازیکن فوتبال اهل ترکیه است.
از باشگاه‌هایی که در آن بازی کرده‌است می‌توان به باشگاه فوتبال اف‌اس‌وی فرانکفورت، باشگاه فوتبال اسکی‌شهراسپور، باشگاه فوتبال بایر ۰۴ لورکوزن، باشگاه فوتبال نورنبرگ، و باشگاه فوتبال قیصریه‌اسپور اشاره کرد.